# Usambarahyliota
Die Usambarahyliota (Hyliota usambara) ist eine wenig erforschte Singvogelart aus der Familie der Hyliotas (Hyliotidae). Sie ist in Tansania endemisch.

## Merkmale
Die Usambarahyliota erreicht eine Körperlänge von 11 cm und ein Gewicht von 9,5 bis 11,2 g. Der Oberkopf sowie die Kopfseiten und die Oberseite des Körpers sind glänzend blauschwarz. Am Bürzel ist die Färbung grau durchscheinend. Die Schwungfedern sind schwarz mit schmalen, weißen Rändern. Die Schirmfedern sind glänzend schwarz mit breiten, weißen Rändern. Die größeren und mittleren Oberflügeldecken sind weiß. Die übrigen Oberflügel sind schwarz. Der Schwanz ist glänzend schwarz. Die Unterseite des Körpers ist gelborange. Auf der Brust ist die Färbung heller. Der Oberschenkel ist vollständig schwarz. Die Unterflügeldecken sind weiß. Die Iris und der Schnabel sind schwarz. Der Unterschnabel hat eine blaugraue Basis. Die Beine sind schiefergrau. Die Geschlechter ähneln sich. Die Jungvögel sind unbeschrieben.

## Systematik
Die Usambarahyliota wurde 1932 von William Lutley Sclater als Unterart der Mashonalandhyliota (Hyliota australis) beschrieben. Das Taxon ist jedoch geschlechtlich monomorph und hat mehrere charakteristische Gefiedermerkmale. Die Art ist monotypisch.

## Verbreitungsgebiet
Die Usambarahyliota bewohnt die Ausläufer des östlichen Usambara-Gebirges im Nordosten Tansanias. Früher kam sie auch im westlichen Usambara-Gebirge in Höhenlagen von 1000 m vor.

## Lebensraum
Der Lebensraum der Usambarahyliota umfasst das Blätterdach von Wäldern, Waldränder und Kaffeeplantagen in Höhenlagen von 300 bis 1000 m.

## Lebensweise
Die Nahrung der Usambarahyliota besteht aus Insekten. Sie sammelt rastlos, allein oder in Paaren, gelegentlich auch in Gesellschaft anderer Arten, nach Nahrung und fängt fliegende Insekten in den Kronen großer Bäume, wobei sie sich auf kleinen Ästen und Zweigen aufhält. Das Fortpflanzungsverhalten ist nicht studiert.

## Lautäußerungen
Der Ruf umfasst eine Reihe dünner, quietschender Töne, die sich wie mbambasana anhören.

## Status
Die Usambarahyliota wird in der IUCN Red List als „stark gefährdet“ (endangered) klassifiziert. Der Bestand wird auf 1000 bis 2500 Exemplare geschätzt, wovon 600 bis 1700 geschlechtsreife Individuen ausmachen. Zwar gibt es immer noch relativ wenige Nachweise dieser Art, doch hat sie eindeutig ein sehr kleines und fragmentiertes Verbreitungsgebiet, in dem sie selten ist. Sie scheint weitgehend auf Tiefland- und Vorgebirgswälder beschränkt zu sein, die schnell verschwinden, und sie reagiert wahrscheinlich empfindlich auf die Veränderung ihres Waldlebensraums. Einen alten Nachweis gibt es vom Fluss Lumi (nahe Daressalam). In der Haupthochburg der Art, dem östlichen Usambara-Gebirge, sind nur noch ca. 370 km² bewohnbarer Lebensraum vorhanden.